# Botryonopa tamiangana
Botryonopa tamiangana es un coleóptero de la familia Chrysomelidae.
Fue descrita científicamente por primera vez en 1930 por Uhmann.